# 川島良彰
川島 良彰（かわしま よしあき、男性、1956年9月7日 - ）は、日本のコーヒー栽培技師、「コーヒーハンター」、実業家。
静岡県静岡市出身。40年以上に渡り、世界50カ国以上のコーヒー農園（2,000軒以上）を年間100日以上渡り歩き、技術指導をすると共に、新しいコーヒーを探索している。1999年、マダガスカルに絶滅危惧種のマスカロコフェアを探しに行ったことから「コーヒーハンター」と呼ばれるようになる 。

## 人物・来歴
小学6年生の時に在日ブラジル大使館に「コーヒー農園で働きたい」と手紙を送り、静岡聖光学院高等学校卒業後、コーヒーの勉強をするために卒業式を待たずエルサルバドルへ留学。当時の所長に毎日直談判し、エルサルバドル国立コーヒー研究所に入所 コーヒー栽培について研究に明け暮れる。
エルサルバドルの政情不安によりアメリカ合衆国に脱出したのち、当時コーヒーメーカーUCC上島珈琲の会長であった上島忠雄に見出され、世界各地でUCC上島珈琲の直営農園を開発。生産責任者となり、マダガスカル島でのマスカロコフェアの保護・保全と低カフェインコーヒーの開発に携わる。世界のコーヒー原産地を飛び回わり、レユニオン島では絶滅したとされていたコーヒーの品種「ブルボン・ポワントゥ」を復活させる。このことから、コーヒーハンターと呼ばれるようになる。
2008年に独立。コーヒー豆は生きた農作物であり「コーヒー豆はフルーツ（果物）」と説き、現地コーヒー農園の人とともに至宝のコーヒーを目指している。コーヒー業界ではエルサルバドル留学時代に名付けられた、ホセ（スペイン語: JOSÉ）の愛称で呼ばれている。
川島は独立・創業後、最高品質コーヒー「グラン クリュ カフェ（Grand Cru Café）」を筆頭とするコーヒーブランドを作る。グランクリュカフェは「コーヒーのためにできることは、すべてやる」をコンセプトに、畑の選別、栽培から収穫、精選加工、輸送、保管、焙煎、包装にいたるまで独自の基準を設け、すべてにおいて一切の妥協なく作りあげたブランドで、アロマ維持のため、ガスに耐えられるシャンパンボトルに入れた加圧包装となっている。

## 主な役職
- 『日本サステイナブル コーヒー協会』 理事長[1]
- 『JAL日本航空コーヒーディレクター』[11]
- 『日本貿易振興機構（JETRO：ジェトロ）』 コーヒーアドバイザー。[12]
- 『東京大学研究会コーヒーサロン(東京大学 東洋文化研究所 池本幸生研究室)』共同座長[13]
- JICA独立行政法人国際協力機構　技術専門委員
- カリフォルニア大学デイビス校 コーヒーセンター・アドバイザリー・ボードメンバー
- タイ王室メーファールアン財団 コーヒーアドバイザー
- 株式会社ミカフェート 代表取締役[14]

## 年表

### 1900年代
- 1956年 - 静岡市の珈琲焙煎卸業（株式会社 コーヒー乃川島）の長男として誕生。
- 1968年 - 小学6年生時、在日ブラジル大使館に「コーヒー農園で働きたい」と手紙を送付。
- 1975年 - 静岡聖光学院高等学校卒業。中南米エルサルバドル国ホセ・シメオン・カニャス大学に留学。エル・サルバドル国立コーヒー研究所入所。内戦勃発後も同国に残りコーヒーの勉強を続ける。
- 1981年 - UCC上島珈琲株式会社入社。ジャマイカに転勤し取締役生産マネージャーとして、UCC Blue Mountain Coffee Companyの設立に携わり、ブルーマウンテン地区で3ヵ所の農園開発・管理・買付け及び他生産国の調査を担当。
- 1985年 - ジャマイカJAMAICA UCC BLUE MOUNTAIN COFFEE CO.,LTD. 社長に就任。
- 1992年 - 開発した農園が、アメリカ連邦政府農務局よりハワイ島西地区最優秀農園に選ばれる。
- 1989年 - ハワイ北コナ地区に転勤、副社長 兼 現地代表としてUeshima Coffee (UCC Hawaii) Company に携わり、コナコーヒー農園の開発・管理・買付け及び他生産国の調査を担当。
- 1995年 - インドネシアスマトラ島北スマトラ州ダイリ地区でUCC Lintong Mandheling Coffee Company の立ち上げに生産担当取締役として携わり、マンデリン コーヒー農園開発・管理も担当。
- 1999年 - マダガスカルで絶滅危惧種マスカロコフェア種の発見・保全に成功。インド洋に浮かぶフランス海外県レユニオン島で絶滅種「ブルボンポワントゥ（BOURBON POINTU）」を発見し、産業復活プロジェクトを立ち上げ。マダガスカルで低カフェインコーヒープロジェクトを手掛ける。

### 2000年代
- 2003年 - 日本に戻り、UCC上島珈琲株式会社 生産購買本部部長に就任。
- 2004年 - UCC上島珈琲株式会社 執行役員 農事調査室室長に就任。
- 2006年 - 東京大学で研究会「コーヒーサロン」を開始。後に共同座長に就任。
- 2007年 - フランス海外県レユニオン島、幻のコーヒー「ブルボンポワントゥ（BOURBON POINTU）」を65年振りの復活を担当[15]。2001年のコーヒー価格の大暴落によるコーヒー生産者の窮状を目の当たりにした経験から、サスティナビリティーに配慮したコーヒーの普及を目指し、日本サステイナブルコーヒー協会を設立し、同協会の理事長に就任。
- 2008年 - 株式会社 Mi Cafeto（現在は株式会社ミカフェート）を設立し代表取締役に就任。味の劣化を防ぐため空輸で運び、即座に500グラムずつ真空密封し、18度を保つセラーで品質を維持、焙煎後は鮮度を保ちアロマを閉じ込めるシャンパンボトルで提供する究極のコーヒー『Grand Cru Cafe（グラン クリュ カフェ）』を販売開始。「コーヒーセラーオーナーズ」という年間契約で数十万というオーナー制度があり、石原良純など数多くの著名人が顧客に。
- 2009年 - 日本航空株式会社（JAL）国内線JALファーストクラス『Grand Cru Cafe（グラン クリュ カフェ）』導入。

### 2010年代
- 2010年 - DVD『コーヒー栽培の基本 アラビカ篇』監修。
- 2011年 - JAL日本航空コーヒーディレクター就任し、日本航空株式会社（JAL）国内線・国際線の全路線・全クラス（国内線 約1千万杯、国際線 約500万杯）のコーヒーをプロデュース。JICA 独立行政法人国際協力機構　客員専門員就任。
- 2014年 - カリフォルニア大学デイビス校　コーヒーセンター・アドバイザリー・ボードメンバー[16] 就任。タイ王室メーファールアン財団　コーヒーアドバイザー就任。「川島コーヒーアカデミー」開講。スペシャリティコーヒーミル「The Coffee Mill」[17]
- 2015年 - JICA独立行政法人国際協力機構　技術専門委員就任。タイ王国メーファールアン財団が支援するドイトゥン地区のコーヒー豆を使用したオリジナルブレンド「ドイトゥン・ブレンド・コーヒー」を国立大学法人東京大学と共同開発。
- 2017年 - 観光列車「THE ROYAL EXPRESS」の飲料監修を担当。

## 書籍

### 著書
- 『コーヒーハンター 幻のブルボン・ポワントゥ復活』（2008年2月20日、平凡社）ISBN 4582833888
- 『私はコーヒーで世界を変えることにした。 夢をかたちにする仕事道』（2013年5月9日、ポプラ社）ISBN 4591134598
- 『Coffee Hunting Note 100カップログ』（2015年3月1日、世界文化社） ISBN 4418153047
- 『コンビニコーヒーは、なぜ高級ホテルより美味いのか』（2015年10月3日、ポプラ社 ポプラ新書）ISBN 4591146928
- 『コーヒーで読み解くSDGs』（共著者:池本幸生 山下加夏）（2021年3月17日、ポプラ社） ISBN 9784591169681
  - 『コーヒーで読み解くSDGs』（共著者:池本幸生 山下加夏）（2023年2月8日、ポプラ社 ポプラ新書） ISBN 9784591176993
- 『人生を豊かにしたい人のための珈琲』（2022年6月27日、マイナビ出版 マイナビ新書）ISBN 9784839978754
- 『世界を旅する コーヒー事典 世界を旅するように学ぶコーヒーを楽しむための基礎知識』（2023年9月22日、マイナビ出版）ISBN 9784839983239

### 監修
- 『僕はコーヒーがのめない』（原作:福田幸江、作画:吉城モカ）（小学館）- コミック
  - 『僕はコーヒーがのめない 1』（2014年7月30日）ISBN 9784091863270
  - 『僕はコーヒーがのめない 2』（2014年11月28日）ISBN 9784091865984
  - 『僕はコーヒーがのめない 3』（2015年12月28日）ISBN 9784091873668
  - 『僕はコーヒーがのめない 4』（2016年4月28日）ISBN 9784091875976
  - 『僕はコーヒーがのめない 5』（2016年7月29日）ISBN 9784091877178
  - 『僕はコーヒーがのめない 6』（2016年10月28日）ISBN 9784091878984
  - 『僕はコーヒーがのめない 7』（2017年1月29日）ISBN 9784091893383

### 関連書籍
- 『COFFEE LOVERS(コーヒーラヴァーズ)』（著者:エイ出版社）（2009年9月28日、エイ出版社）ISBN 4777914429
- 『コーヒーの基礎知識 食の教科書』（著者:エイ出版社）（2010年1月26日、エイ出版社）ISBN 4777915379
- 『ガイアの夜明け2011』（著者:エイ出版社）（2010年11月1日、日本経済新聞出版社 日経ビジネス人文庫日経スペシャル）ISBN 9784532195670
- 『究極の手みやげ』（著者:エイ出版社）（2010年12月24日、エイ出版社）ISBN 4777918114
- 『モノすごい 高くても売れてるモノ』（著者:エイ出版社）（2013年6月27日、ワールド・フオト・プレス）ISBN 9784846529970 - モノ・マガジン特別編集
- 『田園都市生活』（著者:エイ出版社）（2013年、エイ出版社）

## DVD
- 『コーヒー栽培の基本 アラビカ編』(川島良彰監修)（2010年10月1日、ICE）

## 店舗・店舗コーヒー プロデュース
- 2009年 - 「美食の王様」来栖けいのレストラン「ecurer（エキュレ）」『Grand Cru Cafe（グラン クリュ カフェ）』導入。
- 2010年 - 「ロイヤル クラウン ダービー」のポットでコーヒーをサービスする、カフェ「Mi Cafeto（ミ・カフェート）元麻布本店」（港区元麻布3丁目）をオープン。
- 2011年 - JR 東日本東京駅地下1階グランスタ内（ドリップマニアグランスタ店）でハンドドリップ コーヒーをプロデュース。
- 2012年 - 「ミカフェート 表参道店」（渋谷区神宮前4丁目）をオープン。「ミカフェートオンラインストア」運用開始オープン。
- 2013年 - 「ミカフェート 吉祥寺店」（アトレ吉祥寺1F）をオープン。
- 2014年 - 「ミカフェート 呉店」（広島県呉市）、「ミカフェート 盛岡店」（岩手県盛岡市）、「ミカフェート 高松店」、「ミカフェート 釜山店」をオープン。
- 2015年 - 本社及び焙煎所を港区芝浦へ移転。「ミカフェート 横浜元町店」（神奈川県横浜市中区元町）をオープン。Café&Meal MUJI全店舗でコーヒー提供開始。[18]

## メディア出演

### テレビ
2009年
- 2009年7月19日 QUEST『クエスト〜探求者たち〜』  WOWOW
- 2009年12月8日 日経スペシャル『ガイアの夜明け』コーヒー戦争〜一杯に賭ける男たちの闘い〜 テレビ東京系 [19]

2010年
- 2010年10月25日 ノンフィクションW『カップ一杯の情熱 〜ブルマン再生に掛けた男〜』  WOWOW

2011年
- 2011年7月3日 『石原良純プロデュース 日本再発見！オトナの旅人！』 テレビ朝日系
- 2011年11月4日 『ぴったんこカン・カン』スペシャル TBS系
- 2011年12月18日 『おしゃれイズム』 日本テレビ系

2012年
- 2012年1月26日 『ダウンタウンDX』 日本テレビ系
- 2012年1月28日 『メレンゲの気持ち』 日本テレビ系
- 2012年1月29日 『東京×芸人』 テレビ朝日系
- 2012年2月18日 『日立 世界・ふしぎ発見! 』「世界を変えたインド洋の秘島 モーリシャス＆レユニオン」 TBS系
- 2012年7月7日 『ニッポン創造』 日本テレビ系
- 2012年10月16日 『地球テレビ エル・ムンド』 NHK BS1系

2013年
- 2013年2月26日 『知りたがり！』 フジテレビ系
- 2013年3月18日 『Oha！4 NEWS LIVE』 日本テレビ系
- 2013年7月29日 『未来世紀 ジパング』 テレビ東京系

2014年
- 2014年8月26日 『戦士の逸品』 テレビ東京系

2015年
- 2015年2月6日 『ヒルナンデス！』 日本テレビ系
- 2015年11月21日 『週刊ニュースリーダー』 テレビ朝日系[20]

2016年
- 2016年1月21日 「櫻井有吉アブナイ夜会」 TBS系

### ラジオ
- 2009年7月4日『久米宏 ラジオなんですけど』 TBSラジオ
- 2011年7月24日『村上ゆきのスローリビング』 TBSラジオ
- 2011年5月22日・5月28日 『文化講演会』NHKラジオ第2放送
- 2011年9月30日 『HelloWorld』 J-WAVE with バリスタ世界チャンピオン「アレハンドロ・メンデス」氏。
- 2011年10月16日 『Classy Cafe』 J-WAVE
- 2013年7月12日 『邦楽ジョッキー』 NHK-FM放送
- 2015年2月28日 『GREEN EARTH RADIO』 TOKYO-FM[21]
- 2015年10月26日 『あさナビ』 ニッポン放送
- 2015年10月29日 『Tokyo Morning Radio』 J-WAVE

### 雑誌
- 『料理通信』9月号 株式会社料理通信社[要出典]
- 『UOMO』9月号集英社小山薫堂さん連載「食務質問」
- 『日経ビジネス』2008年4月14日号 67頁 「著者に聞く「誰も泣かない」商取引を 『コーヒーハンター』」
- 『日経ビジネス』2008年8月4日号 136頁-138頁 「ひと劇場 川島 良彰氏 アミーゴを泣かせない」
- 『新潮45』2009年12月号 158頁-169頁 「達人対談 コーヒーの達人 川島良彰 vs. ビートたけし 世界で唯一人のコーヒーハンター」
- 『Pen (雑誌)』2012年9月1日号 連載コラム「salon de SHIMAJI」

### 新聞
- 『朝日新聞』2010年5月15日 朝刊 別刷り 『be on Saturday』 b1面・b3面 「コーヒー文化、ワインの域に フロントランナー ミ・カフェート社長 川島良彰さん」
- 『産経新聞』2010年10月12日 【父の教え】日本サステイナブルコーヒー協会理事長・川島良彰さん」
- 『読売新聞』2016年2月1日・経済面「七転八起」中南米 コーヒー修行

### イベント
- 2015年10月 大丸神戸店 川島良彰トークショー
- 2015年11月 伊勢丹新宿店コーヒーのイベント『My Cup of Favor』
- 2015年11月 伊勢丹会館 OTOMANA「缶コーヒー製造体験セミナー」
- 2015年11月 国際協力機構(JICA) 地球ひろば「世界一愉しいアフリカ講座」
- 2016年1月 コーヒーハンター"川島良彰と楽しむコーヒー＆スイーツタイム　＠板橋高島平ハウジングステージ
- 2016年1月 銀座三越「GINZA Sweets Collection」